# Ted Healy
Ted Healy (nacido Charles Ernest Lee Nash; Kaufman, Texas, 1 de octubre de 1896 - Los Ángeles, California; 21 de diciembre de 1937) fue un actor y comediante de vodevil de ascendencia irlandesa, más conocido por ser el mentor del exitoso grupo cómico los Tres Chiflados.

## Biografía
Fue educado en la Escuela Santos Inocentes (cercana a Houston), y completó sus estudios secundarios en el Instituto De LaSalle en Nueva York, donde su familia se había mudado en 1908. 
De acuerdo a Moe Howard, el joven Ted nunca intentó subir a escena al principio; tenía su corazón puesto en ser hombre de negocios en Texas. Le tomó más de diez años comprender que no había nacido para los negocios y finalmente probó con el teatro.
Healy trabajó duro puliendo sus habilidades como comediante, desarrollando un acto solista en comedia de cara negra, compuesto de imitaciones y bromas de burlesque. El acto fue completamente improvisado porque Ted era incapaz de memorizar sus líneas. Sus personificaciones de Ed Wynn, Eddie Cantor y Al Jolson, que representó en espectáculos amateurs locales, despertó considerable interés en la audiencia, y aunque ésta apreciaba su talento, hizo pocos progresos hacia una carrera estable. Ted finalmente abandonó su acto amateur y decidió transformarse en un actor maduro y profesional. Fue en ese entonces que cambió su nombre a Ted Healy, e incorporando un vestuario que incluía un sombrero partido de ala levantada, comenzó a recibir muy buenas críticas.
Healy llegó a ser una estrella de Broadway y continuó con su acto solista a través de los años previos a la Primera Guerra Mundial. Entonces, en 1922, hizo equipo con una cantante-bailarina llamada Betty Brown, con la cual se casó después. Se divorciaron diez años más tarde, en 1932.
Ted escribió todos los sketches cómicos para el acto. Su primera actuación en el Keith Theatre en Jersey City fue un rotundo éxito, y firmaron un contrato de 46 semanas para el Circuito Keith. El diálogo hábil e ingenio rápido de Healy lo hizo el actor de vodevil mejor pago de su época, ganando 8.500 dólares por semana. A  través de su carrera, Healy descubrió que una mezcla particular de comedia física y farsesca era lo que ganaba las risas del público, y comprendió que necesitaría "chiflados" para llevar el peso de su rutina cómica. Para la segunda mitad de 1923, trajo a su amigo de la infancia Moe Howard a su acto. En una de las representaciones, Moe, en escena con Ted, escuchó la risa inconfundible de su hermano Shemp viniendo desde la audiencia. Healy le pidió que subiese al escenario, y lo que resultó después fue una loca comedia física, completamente improvisada, que tuvo al teatro vibrando de la risa.
En una entrevista para un periódico, Healy explicaba el propósito de tener chiflados: "Son tipos prácticos para tener alrededor. Si una estrella está muy ocupada para dar una entrevista, puede enviar a su chiflado. Y un chiflado es una formidable coartada. Si la esposa o novia de una estrella dice que lo vio en Sardi's (un pomposo restaurant de Hollywood de la época) con otra muchacha, él siempre puede decir, 'debe haber sido mi chiflado.'
"Y un chiflado siempre está a mano cuando quieres tirarle algo a alguien. Cada vez que tengo dudas o me siento confundido, siempre golpeo al chiflado más cercano. Me hace sentir mejor. No hay nada como eso."
Con Moe y Shemp, sus nuevos Chiflados, continuaron arrasando audiencias. Healy agregó un tercer Chiflado en 1928, y por consiguiente un violinista llamado Larry Fine comenzó una larga y exitosa carrera.
Con su trío de Chiflados, Healy apareció en varios espectáculos de Broadway, incluyendo A Night in Spain en el período 1927-1928 y A Night in Venice en 1929 (Moe Howard no apareció en A Night in Spain, ya que dejó el grupo por un año para dedicarse a la venta de bienes raíces y también esperaba el nacimiento de su primera hija, Joan; Larry se había casado con Mabel Haney pero apareció en el tramo de 1928 de A Night in Spain). Ted Healy and His Stooges hicieron su primera aparición en pantalla en la clásica película cómica de 1930 Soup to Nuts para la Fox, antecesora de 20th. Century Fox. Esta película fue seguida por una serie de comedias para MGM, ya con Curly.
Después que Larry, Moe y Curly dejaron su acto en 1934, Healy apareció en una exitosa sucesión de films para 20th. Century Fox, Warner Bros. y MGM. Tenía cuarenta y un años de edad y estaba bajo contrato en MGM al momento de su muerte el 21 de diciembre de 1937. Su prematuro deceso ocurrió sólo unas pocas horas después que el público de preestreno había aclamado su trabajo en la película de Warner Bros. Hollywood Hotel (1937).
Con respecto a la muerte de Healy, algunos informes de periódicos atribuyen su desaparición debido a serias heridas en la cabeza sufridas en una pelea de night club, mientras celebraba el nacimiento de su primer vástago, un varón. Reportes contradictorios dijeron que el comediante murió de un ataque al corazón en su casa de Los Ángeles. Aparentemente su médico, el doctor Wyant LaMont, se negó a poner este diagnóstico como la causa, y rechazó firmar el certificado de defunción. A pesar de su considerable salario, Healy murió sin un centavo. De hecho, miembros de MGM organizaron una colecta para pagar su entierro. Moe después mencionó que el comediante Brian Foy de la familia de Eddie Foy pagó gran parte de la cuenta del funeral de Healy.
Dos días antes de su muerte, Healy visitó en su apartamento de Hollywood a la esposa de Moe, Helen, con la noticia que Betty (Hickman), su segunda esposa, estaba esperando un bebé. Entusiasmado ante la perspectiva de su primogénito, le dijo a Helen: "lo haré el niño más rico del mundo." Moe después relató en una entrevista que Ted siempre había querido tener chicos. Moe recordaba, "Era loco por los niños. Solía visitar nuestras casas y envidiaba el hecho que todos nosotros estábamos casados y teníamos hijos. Healy siempre adoró a los niños y frecuentemente hizo fiestas de Navidad para chicos carenciados, y gastó cientos de dólares en juguetes."
En el momento de la muerte de Ted, los Chiflados Moe, Larry y Curly estaban en la estación Grand Central en Nueva York preparándose a partir para una aparición personal en Boston. Antes de su partida, Moe llamó a Rube Jackter, cabeza del departamento de ventas de Columbia Pictures para confirmar su actuación a beneficio en el Hospital de Niños de Boston. Durante la conversación, Jackter le dijo a Howard que el editor nocturno de The New York Times quería hablarle.
Moe llamó al Times. El editor, sin siquiera saludar, inquirió en forma concisa, "¿Usted es Moe?" Howard respondió, "Sí." Entonces el editor preguntó, "¿Quisiera hacer una declaración sobre la muerte de Ted Healy?" Moe se quedó estupefacto. Dejó caer el teléfono. Entonces, doblando los brazos sobre su cabeza, comenzó a sollozar. Curly y Larry se precipitaron dentro de la cabina telefónica para avisarle a Moe que el tren estaba a punto de partir y lo vieron todo estrujado, llorando. Debido a que Moe nunca mostraba sus emociones, Larry le dijo a Curly, "Tu hermano está loco. Está llorando realmente." Moe no explicó el motivo de su súbito colapso emocional hasta que se subió al tren.
Fue cuando Howard volvió a Hollywood que supo los detalles de la muerte de Healy de parte de un escritor amigo, Henry Taylor. Él le dijo a Moe que Ted había estado bebiendo en el night club Trocadero en Sunset Strip y una pelea estalló entre él y tres parroquianos, que los reportes preliminares identificaron como "tres colegiales". Ted los insultó y les dijo de ir afuera del club para encargarse de ellos, uno a la vez. Pero una vez afuera, Ted no tuvo oportunidad de levantar sus puños: los tres hombres se abalanzaron sobre él, lo noquearon y lo patearon en la cabeza, costillas y estómago. Tres amigos de Healy, el comediante Joe Frisco y los actores Joseph E. "Doc" Stone y Jack Antler, encontraron a Ted delirante y sangrando en la acera. Lo levantaron y lo llevaron a la oficina del Doctor Sydney L. Weinberg  de Hollywood para tratar un corte profundo que tenía sobre su ojo izquierdo. Healy luego fue a un hotel de Beverly Hills y después Frisco lo llevó a su casa.
Aunque las sospechas más firmes señalan al actor Wallace Beery como el responsable de la paliza. Aparentemente Beery y el gánster Pat DiCicco (y no los tres colegiales) fueron quienes estaban presentes en el night club, y provocaron una pelea con Healy que derivó en su muerte. También estaba presente Albert R. Broccoli, primo de Pat DiCicco. Se rumoreaba que para cubrir este incidente, MGM envió a Beery de vacaciones a Europa por un tiempo.
Lo verdaderamente cierto es que Ted Healy sufría de nefritis no diagnosticada, complicada por cirrosis hepática. Su festejo por el nacimiento de su hijo el 19 de diciembre provocó más tarde que sus riñones ya no funcionasen, lo que causó insuficiencia cardíaca el 21 de diciembre. El certificado de defunción dice que la causa principal de muerte fue "nefritis tóxica aguda", y que otras causas contribuyentes de importancia fueron "alcoholismo agudo y crónico", y que los golpes y cortes que tenía en la cabeza no fueron causa de muerte porque eran superficiales. No hubo evidencia de hemorragia cerebral.
De acuerdo a Moe, aún en el apogeo de su carrera en teatro, Ted se negó a ahorrar y gastaba cada centavo de su salario tan rápido como lo recibía. Healy fue también un gran bebedor, amaba los caballos y disfrutaba de la caza y la pesca; su material favorito de lectura eran los programas de carreras de caballos.
Moe solía decir que la bebida en Ted lo conducía a episodios de violencia, tales como la noche de su trágica y prematura muerte. Cuando estaba sobrio, era la esencia del refinamiento. Irónicamente, el licor había matado al padre y al tío de Ted, y había arruinado la vida de su hermana, Marcia. Como resultado, Ted hizo una promesa cuando era muy joven de nunca tocar la bebida, pero la tensión de la vida en el espectáculo lo hizo empezar y nunca fue capaz de parar. 
Healy se casó dos veces, fue sobrevivido por su viuda, Betty Hickman, con quien se había casado el 15 de mayo de 1936, y un hijo, John Jacob (quien fue bautizado en la iglesia St. Augustine, enfrente de MGM, una semana después de la muerte de Healy).
El legendario éxito de Ted Healy puede ser explicado mejor en un comentario que el comediante le hizo al actor Jimmy Stewart. "Nunca trates al público como clientes, siempre trátalos como socios."

## Lectura adicional
- The Three Stooges Scrapbook; por Jeff Lenburg, Joan Howard Maurer, Greg Lenburg  (Citadel Press, 1982, rev. 1994, 2000).
- The Three Stooges: The Triumphs and Tragedies of the Most Popular Comedy Team of All Time, por Jeff Forrester, Tom Forrester, Joe Wallison  (Donaldson Books, 2004).